# Hada laetior
Hada laetior är en fjärilsart som beskrevs av W. Warren 1910. Hada laetior ingår i släktet Hada och familjen nattflyn. Inga underarter finns listade i Catalogue of Life.